# Backwaters

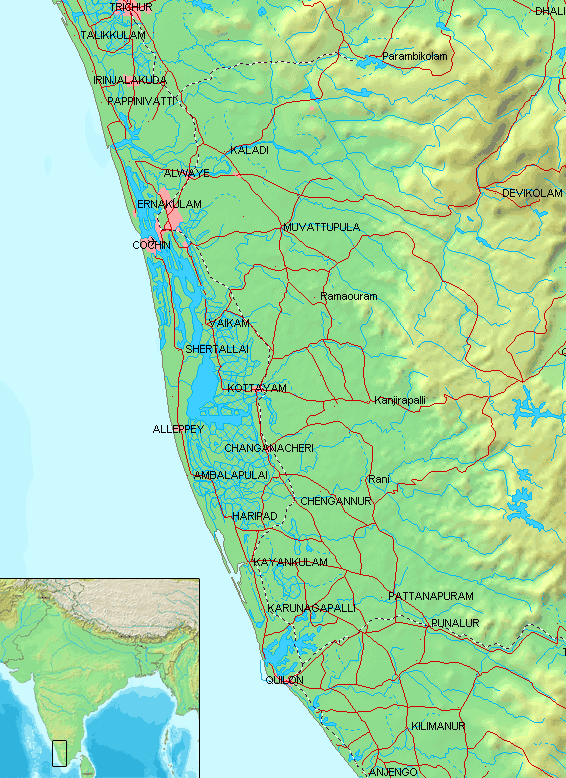
Kaart van de Backwaters

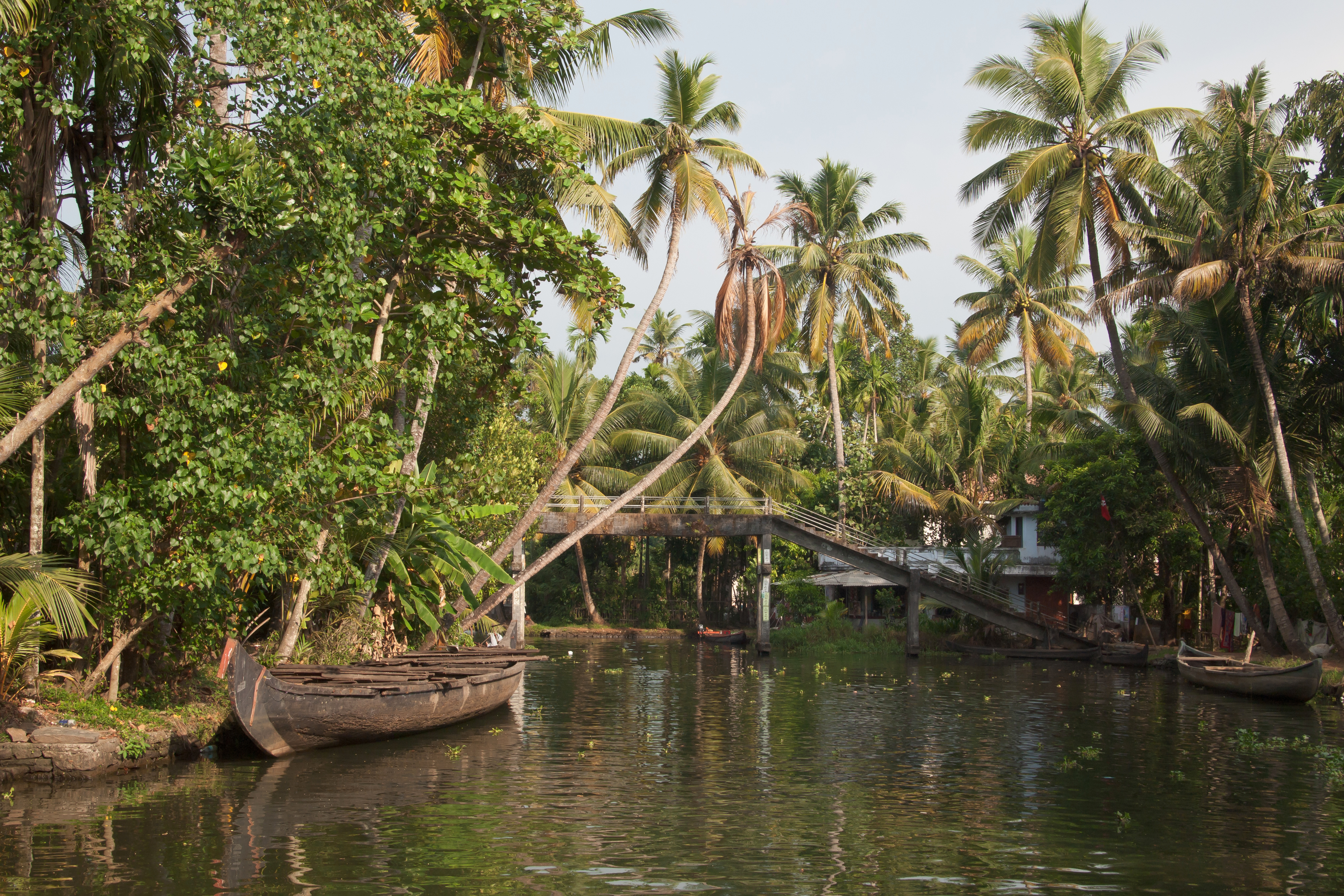
De Backwaters in de buurt van Kuttanad

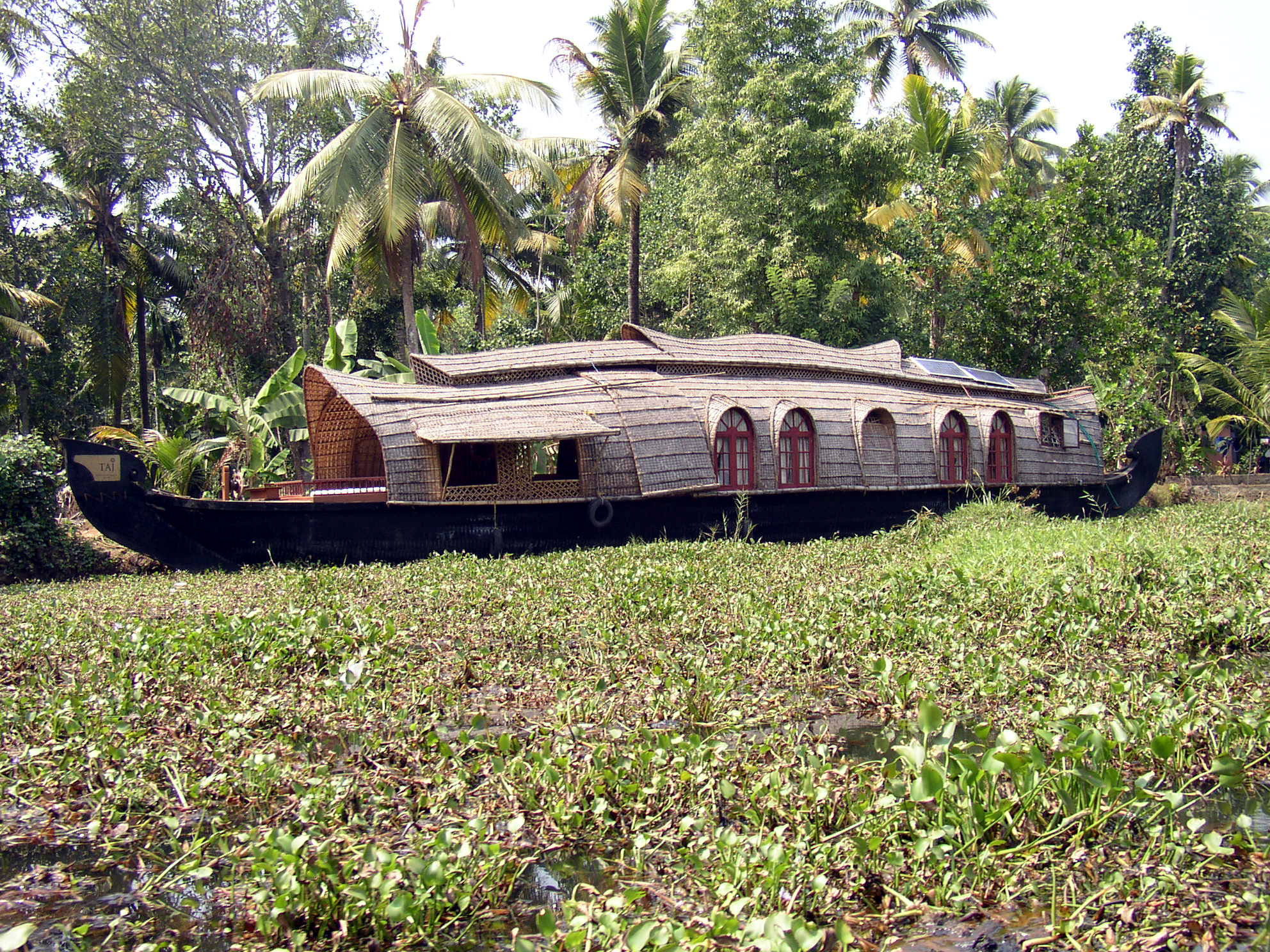
Een kettuvallam (Kerala-woonboot)

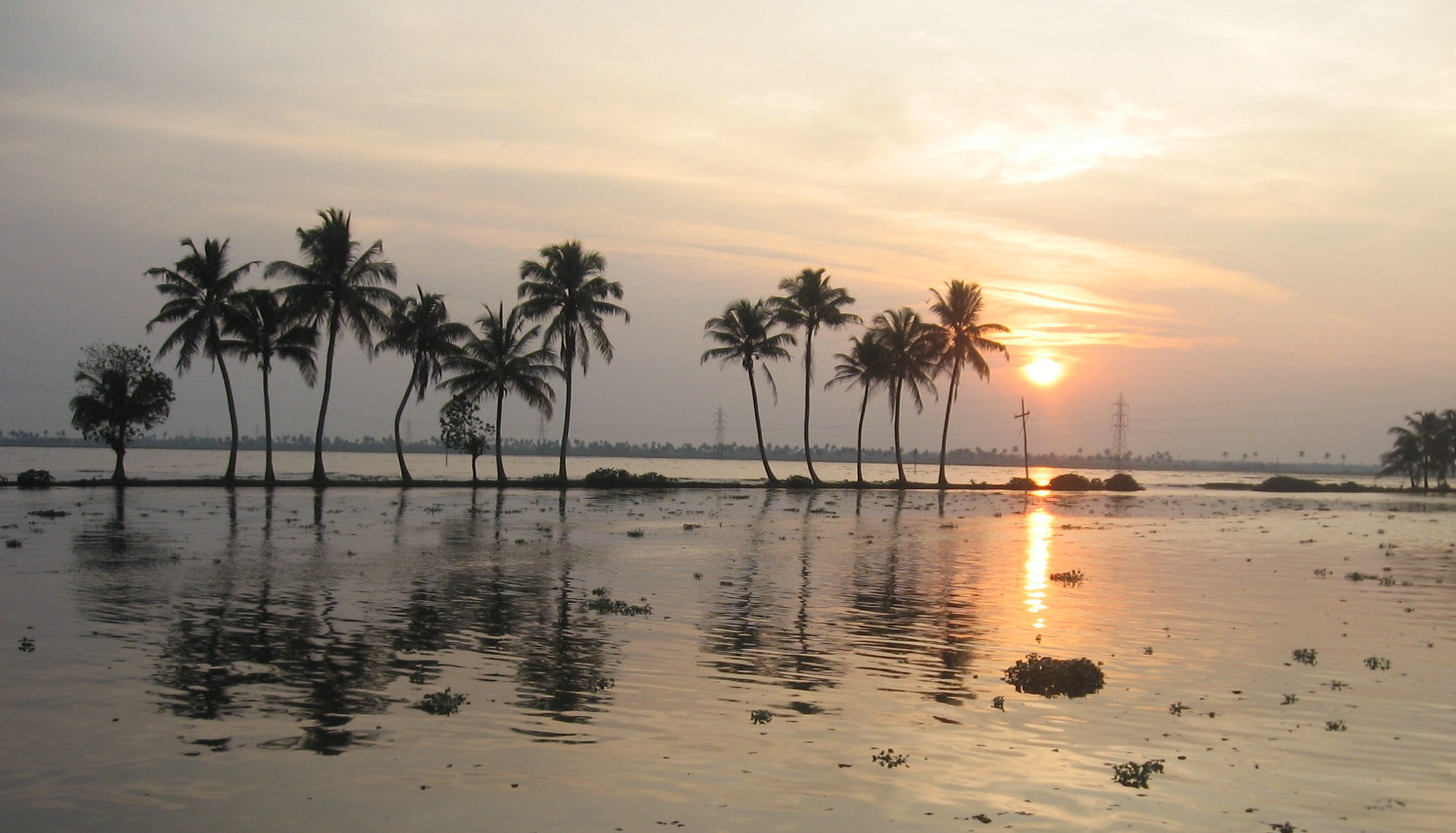
De Backwaters tijdens zonsondergang

De Backwaters zijn een keten van brakwaterlagunes en meren die parallel lopen aan de Arabische Zeekust (de Malabarkust) van de Indiase staat Kerala. Het waternetwerk herbergt vijf grote meren, die door middel van natuurlijke en kunstmatige kanalen met elkaar in verbinding staan, en wordt gevoed door 38 rivieren. De Backwaters spreiden zich uit over de helft van de lengte van Kerala.

## Geografie
De Backwaters zijn gevormd als gevolg van golfbewegingen en kuststromingen, waardoor er bij de mondingen van de vele rivieren die omlaagstromen vanuit de West-Ghats, lage barrière-eilanden ontstonden. Ze vormen een ingewikkeld netwerk van wederzijds verbonden kanalen, rivieren, meren en inhammen, met meer dan 900 km aan waterwegen. In het midden van dit landschap liggen meerdere plaatsen en steden, waar zich start- en eindpunten bevinden voor toeristische cruises en veerponten.
Het Vembanadmeer met een oppervlakte van zo'n 200 km² is het grootste meer en grenst aan de districten Alappuzha, Kottayam en Ernakulam. De haven van Kochi (vroeger Cochin), aan de noordkant van het meer, ligt op de plek waar het meer in contact staat met de Arabische Zee. Het Vembanadmeer is tevens het langste meer van India.
Andere meren zijn het Ashtamudimeer, het Paravurmeer, het Punnamadameer en Veeranpuzha.

## Ecologie
De Backwaters hebben een uniek ecosysteem: zoetwater vanuit de rivieren komt samen met zoutwater vanuit de Arabische Zee. In bepaalde gebieden, zoals het Vembanadmeer, wordt voorkomen dat er zoutwater vanuit de zee het binnenland in komt, waardoor het zoetwater intact blijft. Zulke zoetwaterreservoirs worden op grote schaal gebruikt voor irrigatiedoeleinden.
Vele unieke soorten waterdieren, zoals krabben, kikkers en slijkspringers, watervogels, zoals sterns, ijsvogels, slangenhalsvogels, aalscholvers, en dieren zoals otters en schildpadden, leven in en langs de Backwaters. Palmbomen, pandanusstruiken, diverse andere planten en struiken groeien langs de Backwaters, waardoor het landschap een groen uiterlijk heeft.
De draslanden van Vembanad en Ashtamudi staan vermeld op de lijst van draslanden van internationaal belang, die is opgesteld door de Conventie van Ramsar.

## Economie en toerisme
De Backwaters van Kerala worden al eeuwenlang gebruikt door de lokale bevolking voor transport, visserij en landbouw. Veel lokale handel vindt plaats met behulp van de binnenvaart, de visserij vormt een belangrijke industrie, en door middel van irrigatie en landaanwinning wordt er veel landbouw bedreven, vooral rijstbouw. Daarnaast is de scheepsbouw een traditioneel ambacht, alsmede de klappervezelindustrie.
Kuttanad bijvoorbeeld wordt met waterwegen doorkruist die langs de uitgebreide rijstvelden liggen, alsmede velden met cassave, bananen en yam. Uniek voor Kuttanad is dat veel van zulke velden onder zeeniveau liggen en worden omgeven door dijken. Deze worden geïrrigeerd met zoetwater vanuit de kanalen en waterwegen die in verbinding staan met het Vembanadmeer.
Het gebied is een van de belangrijkste toeristische attracties van Kerala. De toeristen komen onder andere af op de kettuvallams (keralawoonboten).